# Gouvernement Segismundo Moret (3)
Royaume d'Espagne
Maura II Canalejas
Le troisième gouvernement Segismundo Moret est le gouvernement du royaume d'Espagne en fonction du 21 novembre 1909 au 9 février 1912.

## Composition
| Portefeuille                                                | Titulaire                                |
| ----------------------------------------------------------- | ---------------------------------------- |
| Président du Conseil des ministres Ministre du Gouvernement | Segismundo Moret                         |
| Ministre d'État                                             | Juan Pérez Caballero y Ferrer (es)       |
| Ministre de la Grâce et de la Justice                       | Eduardo Martínez del Campo y Acosta (es) |
| Ministre des Finances                                       | Juan Alvarado y del Saz (es)             |
| Ministre des Travaux publics                                | Rafael Gasset (es)                       |
| Ministre de la Guerre                                       | Agustín de Luque y Coca                  |
| Ministre de la Marine                                       | Víctor María Concas (es)                 |
| Ministre de l'Instruction publique et des Beaux-arts        | Antonio Barroso Castillo (es)            |